# Karl Tunberg
Karl Tunberg (Spokane, Washington, 11 de marzo de 1907 - Londres, 3 de abril de 1992) fue un guionista, y ocasional productor de cine estadounidense.
Empezó escribiendo guiones, generalmente junto a otros escritores, a finales de los años 30. Su primer largometraje fue You Can't Have Everything (1937), después del cual pudo escribir para distintas comedias y musicales con estrellas como Betty Grable, Sonja Henie, Deanna Durbin, Dorothy Lamour y Shirley Temple. Entre sus trabajos se encuentran My Gal Sal (1942), Standing Room Only (1944), Kitty (1945), todos ellos con Paulette Goddard, Because You're Mine (1952), Valley of the Kings (1954), Beau Brummell (1954), The Seventh Sin (1957), Count Your Blessings (1959) y Libel (1959).
Se hizo más conocido por Ben-Hur en la cual figuró como guionista principal, a pesar del hecho de que el director, William Wyler, había escogido otros guionistas como Maxwell Anderson, Christopher Fry y Gore Vidal.

## Premios y distinciones
Premios Óscar
| Año  | Categoría            | Película                | Resultado |
| ---- | -------------------- | ----------------------- | --------- |
| 1942 | Mejor guion original | Tall, Dark and Handsome | Nominado  |
| 1960 | Mejor guion adaptado | Ben-Hur                 | Nominado  |